# الصياد
الصيَّاد (بالإنجليزية: Assayad)‏ هي مجلة إخبارية أسبوعية عربية تصدر في لبنان، وتعد أول مجلة عربية في البلاد مقرها في بيروت.

## الملف الشخصي
أُصدِرت مجلة الصياد من قبل دار الصياد للنشر برئاسة سعيد فريحة في 22 تشرين الثاني 1943، وقد كان فريحة من دعاة الرئيس المصري جمال عبد الناصر، وتمتلك دار النشر أيضًا منشورات أخرى بما في ذلك صحيفة الأنوار اليومية.
تقع المجلة في بيروت ولها مكاتب في مدن مختلفة بما في ذلك الرياض وأبو ظبي ودبي والقاهرة ودمشق وعمان ولندن وباريس.

## فريق العمل
عمل العديد من الصحافيين البارزين في المجلة: مصطفى أمين ونزار قباني وسليم اللوزي وأمين معلوف وملحم كرم وسعيد عقل ونبيل خوري وهشام أبو زهر وطلال سلمان، كما يعمل رسام الكاريكاتير اللبناني بيير صادق أيضًا في المجلة.
ومن العام 1967 حتى العام 1979 كان المحرر العام للجريدة هو الصحافيّ والكاتب الفلسطيني غسان كنفاني، واعتبارًا من العام 2012 ضم فريق التحرير للمجلة رؤوف شهور ورفيق خوري وجورج طراد وليما نبيل.

## المحتوى والرواج
تقدم المجلة أخبارًا عن السياسة والاقتصاد والشؤون الاجتماعية في السياق العربي والدولي، وبالإضافة إلى ذلك فإنها تغطي الموضوعات الفنية والترفيهية وأسلوب الحياة، كما تنشر المجلة مقابلات إحداها كانت مع ليلى بن علي السيدة الأولى السابقة لتونس.
كان رواج الصياد لعام 2009 هو 76192 نسخة.

## روابط خارجية
- الموقع الرسمي